# دومفريز وغالاوي (دائرة انتخابية في المملكة المتحدة)
دومفريز وغالاوي (بالإنجليزية: Dumfries and Galloway)‏ هي إحدى الدوائر الانتخابية في المملكة المتحدة الممثلة في مجلس العموم في برلمان المملكة المتحدة.
عضو البرلمان الذي يمثلها حالياً هو :Mr Russell Brown (Lab).